# Дунавац
Дунавац је насеље у градској општини Палилула у Граду Београду. Налази се у банатском делу општине, то јест на левој обали Дунава, на зрењанинском путу 31 km северно од центра Београда, 5 km од места Опово. Према попису из 2022. било је 391 становника. Дунавац је најсеверније насеље градске општине Палилула, као и града Београда.

## Демографија
У насељу Дунавац живи 473 пунолетна становника, а просечна старост становништва износи 37,4 година (36,4 код мушкараца и 38,5 код жена). У насељу има 203 домаћинства, а просечан број чланова по домаћинству је 2,97.
Ово насеље је у великим делом насељено Србима (према попису из 2002. године).
|  |

| Демографија- | Демографија- | Демографија- |
| Година       | Становника   | Становника   |
| ------------ | ------------ | ------------ |
| 1948.        | 0            |              |
| 1953.        | 166          |              |
| 1961.        | 444          |              |
| 1971.        | 382          |              |
| 1981.        | 542          |              |
| 1991.        | 618          | 605          |
| 2002.        | 603          | 609          |

| Етнички састав према попису из 2002.‍ | Етнички састав према попису из 2002.‍ | Етнички састав према попису из 2002.‍ | Етнички састав према попису из 2002.‍ | Етнички састав према попису из 2002.‍ |
| ------------------------------------ | ------------------------------------ | ------------------------------------ | ------------------------------------ | ------------------------------------ |
|                                      |                                      |                                      |                                      |                                      |
| Срби                                 | Срби                                 |                                      | 554                                  | 91,87%                               |
| Црногорци                            | Црногорци                            |                                      | 9                                    | 1,49%                                |
| Украјинци                            | Украјинци                            |                                      | 8                                    | 1,32%                                |
| Роми                                 | Роми                                 |                                      | 8                                    | 1,32%                                |
| Југословени                          | Југословени                          |                                      | 7                                    | 1,16%                                |
| Хрвати                               | Хрвати                               |                                      | 6                                    | 0,99%                                |
| Македонци                            | Македонци                            |                                      | 3                                    | 0,49%                                |
| Муслимани                            | Муслимани                            |                                      | 1                                    | 0,16%                                |
| непознато                            | непознато                            |                                      | 6                                    | 0,99%                                |

| Година пописа     | 1948. | 1953. | 1961. | 1971. | 1981. | 1991. | 2002. |
| ----------------- | ----- | ----- | ----- | ----- | ----- | ----- | ----- |
| Број домаћинстава | 0     | 57    | 119   | 123   | 170   | 193   | 203   |

| Број чланова      | 1  | 2  | 3  | 4  | 5  | 6 | 7 | 8 | 9 | 10 и више | Просек |
| ----------------- | -- | -- | -- | -- | -- | - | - | - | - | --------- | ------ |
| Број домаћинстава | 34 | 46 | 46 | 54 | 15 | 8 | 0 | 0 | 0 | 0         | 2,97   |

| Пол    | Укупно | Неожењен/Неудата | Ожењен/Удата | Удовац/Удовица | Разведен/Разведена | Непознато |
| ------ | ------ | ---------------- | ------------ | -------------- | ------------------ | --------- |
| Мушки  | 251    | 77               | 149          | 9              | 15                 | 1         |
| Женски | 246    | 48               | 151          | 34             | 13                 | 0         |
| УКУПНО | 497    | 125              | 300          | 43             | 28                 | 1         |

| Пол    | Укупно                    | Пољопривреда, лов и шумарство | Рибарство                            | Вађење руде и камена | Прерађивачка индустрија       |
| ------ | ------------------------- | ----------------------------- | ------------------------------------ | -------------------- | ----------------------------- |
| Мушки  | 165                       | 78                            | 0                                    | 0                    | 29                            |
| Женски | 111                       | 50                            | 0                                    | 0                    | 12                            |
| УКУПНО | 276                       | 128                           | 0                                    | 0                    | 41                            |
| Пол    | Производња и снабдевање   | Грађевинарство                | Трговина                             | Хотели и ресторани   | Саобраћај, складиштење и везе |
| Мушки  | 0                         | 6                             | 10                                   | 2                    | 9                             |
| Женски | 1                         | 2                             | 11                                   | 6                    | 0                             |
| УКУПНО | 1                         | 8                             | 21                                   | 8                    | 9                             |
| Пол    | Финансијско посредовање   | Некретнине                    | Државна управа и одбрана             | Образовање           | Здравствени и социјални рад   |
| Мушки  | 0                         | 3                             | 1                                    | 0                    | 3                             |
| Женски | 0                         | 3                             | 1                                    | 4                    | 10                            |
| УКУПНО | 0                         | 6                             | 2                                    | 4                    | 13                            |
| Пол    | Остале услужне активности | Приватна домаћинства          | Екстериторијалне организације и тела | Непознато            | Непознато                     |
| Мушки  | 3                         | 0                             | 0                                    | 21                   | 21                            |
| Женски | 1                         | 0                             | 0                                    | 10                   | 10                            |
| УКУПНО | 4                         | 0                             | 0                                    | 31                   | 31                            |

- Споменик у Дунавцу
- Натпис на споменику у Дунавцу